# Passarel·la de Cornellà
La passarel·la de Cornellà (o passarel·la de vianants Cornellà-Sant Boi) és un pont que uneix el nucli de Cornellà de Llobregat amb el terme de Sant Boi de Llobregat, travessant el riu Llobregat i les nombroses vies de comunicació que hi discorren paral·leles.
El pont comença pel marge esquerra del riu amb una rampa que hi puja des de l'avinguda Verge de Montserrat de Cornellà, i segueix un traçat lleugerament corbat cap a aigües amunt passant per sobre l'autovia A-2 (aquí part de la Ronda Litoral) i les vies del tren del ramal de mercaderies de Can Tunis i de la línia de FGC al port per arribar a una placeta quadrada des d'on baixen dues rampes que permeten baixar al marge del riu. En aquesta placeta s'inicia el tram més llarg del pont que travessa el riu, ara amb corba cap a aigües avall, de manera que el traçat del conjunt de la passera agafa la forma d'una suau essa. A l'altra banda (el marge dret), la passera arriba al nivell del dic del riu, de manera que connecta sense gairebé rampa amb el camí que el segueix per dalt.
L'estructura és de formigó pretesat, amb un total de tretze ulls (el més llarg de 40 metres de llum), una longitud total de 495 metres i una amplada de 3,46 metres.

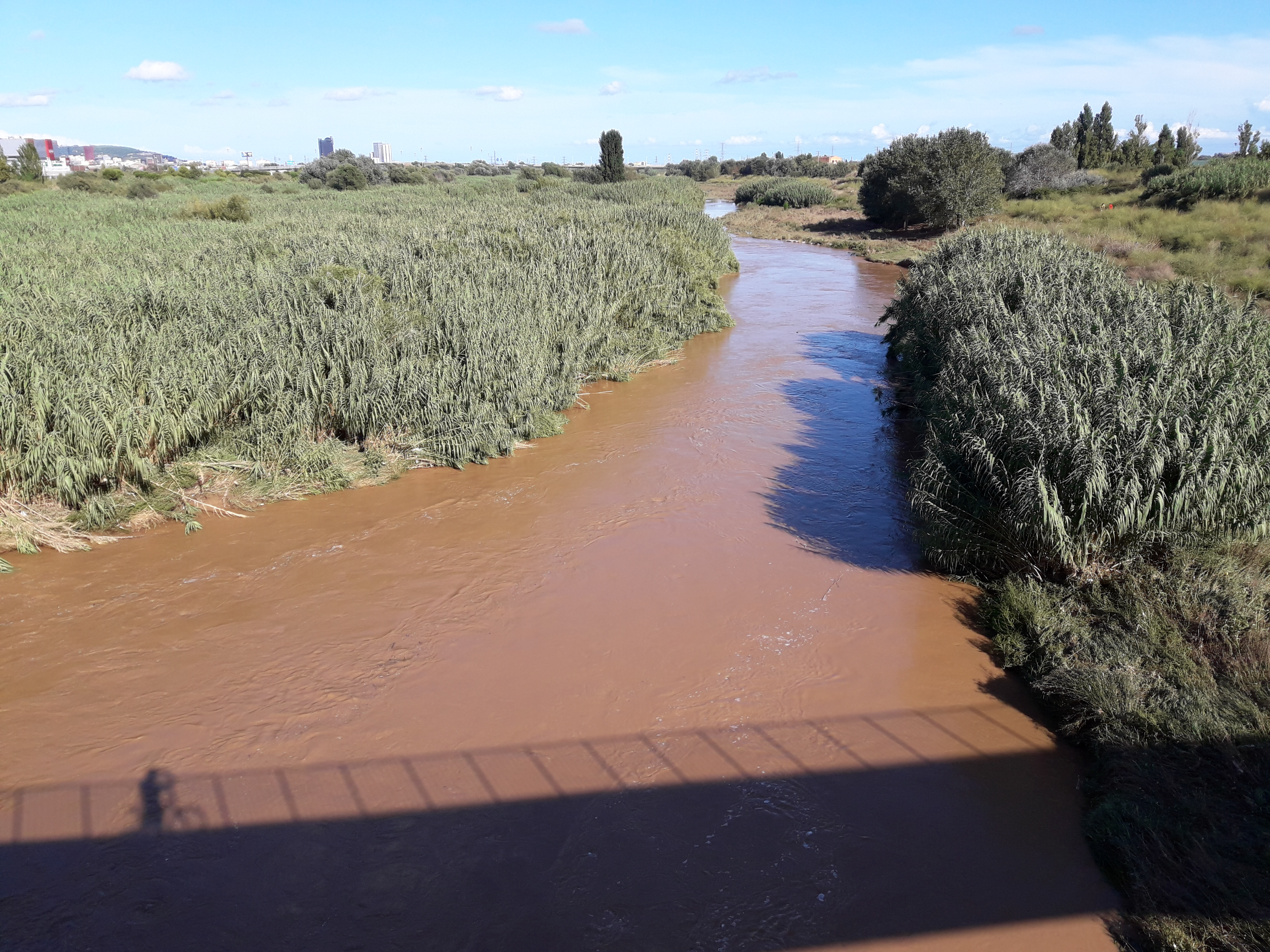
El riu vist des de la passera

El pont el va construir ADIF entre el 2005 i el 2006, com a part de les obres de correcció dels impactes de la línia d'alta velocitat, per permetre l'accés de bicicletes i vianants a les ribes del riu i als camps del delta del Llobregat, i també comunicar amb bicicleta les poblacions dels dos marges, ja que en aquell moment la majoria de ponts que travessaven aquest tram del Llobregat (com el pont de Molins de la N-340 i el pont de Sant Boi de la C-245) no eren gens aptes per vianants ni bicicletes. Complementant aquesta funció després s'han construït els passallisos de Sant Joan Despí-Sant Boi i Sant Vicenç Vicenç dels Horts-Sant Feliu, però quan el riu baixa alt s'inunden i queden només aquesta passera i el lateral del pont de la C-31.